# Летний листовой слепняк
Летний листовой слепняк (лат. Halticus apterus) — вид клопов из семейства слепняков. Распространён на большей части территории Палеарктики, а также на северо-востоке Северной Америки. Обитают на культивируемых и девственных лугах. Живут на бобовых и других растениях, иногда вредят бобовым культурам.
Длина тела имаго 2—3,4 мм. Переднеспинка с тонкими поперечными чёрточками. Голова с жёлтыми пятнышками у внутреннего края глаза. У одних клопов на Дальнем Востоке передние тазики, передние и средние бёдра целиком жёлтые, у других — из Хабаровского края — все тазики и все бёдра, кроме вершины, чёрные. Крылья полностью или только наполовину развиты.
Кормовыми отмечены следующие растения: земляника лесная, люцерна серповидная, люцерна посевная, гибриды люцерны, клевер краснеющий, горошек посевной, горошек мышиный, клевер луговой, лядвенец рогатый и галлиум, вязель разноцветный, стальник, мелколепестник однолетний, морковь дикая, Centaurea nigrescens. Есть предположение, что Halticus apterus наряду с Notostira erratica являются вредителями зерновых и зернобобовых культур.